# سازمان حقوقی مشورتی آسیایی–آفریقایی

نشان‌وارهٔ سازمان حقوقی مشورتی آسیایی-آفریقایی

سازمان حقوقی مشورتی آسیایی-آفریقایی (انگلیسی: Asian–African Legal Consultative Organization یا AALCO) یا آآلکو یک سازمان دولتی بین‌المللی است که در سال ۱۹۵۶ تشکیل شد تا به‌عنوان نوعی هیئت مشاوره برای ابهام‌های موجود در قوانین بین‌المللی برای کشورهای عضوش عمل کند. ایجاد این سازمان، نتیجهٔ کنفرانس باندونگ بود که در آوریل ۱۹۵۵ و در اندونزی برگزار شد.

## اعضا

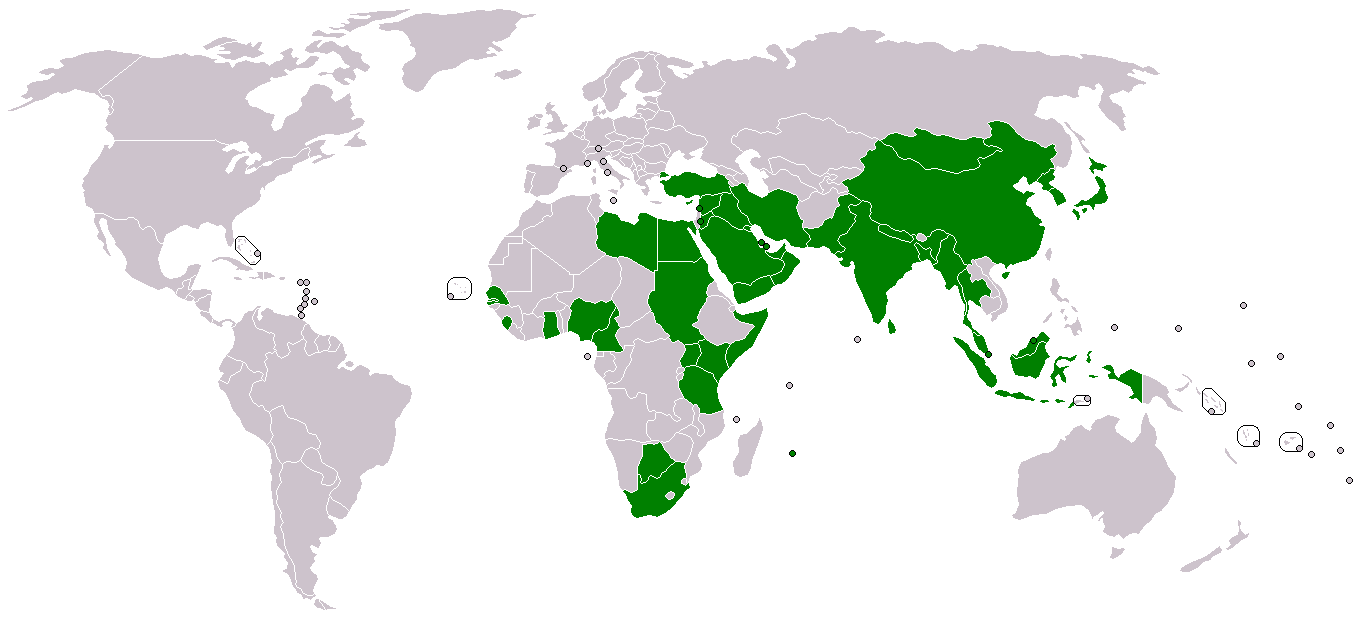
اعضای سازمان حقوقی مشورتی آسیایی-آفریقایی روی نقشه

فهرست زیر، اعضای فعلی سازمان را نشان می‌دهد. اعضایی که از ابتدای تشکیل عضو سازمان بوده‌اند با علامت ستاره (*) مشخص شده‌اند.
- بحرین
- بنگلادش
- برونئی
- بوتسوانا
- کامرون
- چین
- قبرس
- مصر* (از اعضای اول تحت عنوان جمهوری متحد عربی)
- گامبیا
- غنا
- هند*
- اندونزی*
- عراق*
- ایران
- ژاپن*
- اردن
- کنیا
- کویت
- لبنان
- لیبی
- مالزی
- موریس
- مغولستان
- میانمار*
- نپال
- نیجریه
- کره شمالی
- عمان
- پاکستان
- دولت فلسطین
- قطر
- عربستان سعودی
- سنگال
- سیرالئون
- سنگاپور
- سومالی
- آفریقای جنوبی
- کره جنوبی
- سری‌لانکا*
- سودان
- سوریه* (از اعضای اول تحت عنوان جمهوری متحد عربی)
- تانزانیا
- تایلند
- ترکیه
- اوگاندا
- امارات متحده عربی
- یمن